# Donald Maclean (minister)
Donald Charles Hugh Maclean KBE (ur. 9 stycznia 1864 w Bolton, zm. 15 czerwca 1932) – brytyjski polityk, członek Partii Liberalnej, minister w trzecim rządzie Ramsaya MacDonalda. Kawaler Komandor Orderu Imperium Brytyjskiego (KBE).

## Życiorys
Był synem Johna Macleana, szewca z Kilmoluag, i Agnes Macmellin Maclean. Z wykształcenia był prawnikiem.
W trakcie swojej parlamentarnej kariery reprezentował następujące okręgi wyborcze: Bath (1906 – styczeń 1910), Peebles and Selkirk (grudzień 1910–1918), Peebles and Southern Midlothian (1918–1922) oraz North Cornwall (1929–1932).
W 1916 r. otrzymał tytuł szlachecki i został członkiem Tajnej Rady. W latach 1918–1920 był liderem Partii Liberalnej, kiedy Herbert Henry Asquith nie był członkiem parlamentu. W rządzie narodowym objął w 1931 r. stanowisko przewodniczącego Rady Edukacji. Sprawował je aż do swojej śmierci w 1932 r. Zmarł z powodu choroby układu krążenia.
26 października 1907 r. poślubił Gwendoline Hope (30 marca 1878 – 28 marca 1970), córki Charlesa Hope’a i Leonory Orde. Miał z nią czterech synów. Najmłodszym z nich był Donald Maclean, członek siatki szpiegowskiej Cambridge.